# Tuńczyk pospolity
Tuńczyk pospolity, tuńczyk, tuńczyk błękitnopłetwy, tuńczyk błękitny, tuńczyk czerwony, tuńczyk niebieskopłetwy, tuńczyk zwykły, ton, tuńczyk północny (Thunnus thynnus) – gatunek morskiej, wędrownej ryby z rodziny makrelowatych (Scombridae), spędzającej zimę w morzach subtropikalnych, a latem wędrującej do wód zimniejszych. Do osiągnięcia około 45 kg masy ciała wędruje w ogromnych ławicach. Większe ryby tworzą małe stada, a całkiem duże osobniki żyją przeważnie samotnie. Tuńczyki błękitnopłetwe z północnego Atlantyku, Oceanu Spokojnego i Indyjskiego klasyfikowane są czasami jako oddzielne gatunki lub podgatunki, jednak różnice pomiędzy nimi są bardzo nieznaczne. Tuńczyk błękitnopłetwy jest największym gatunkiem tuńczyka – osiąga do 700 kg. Mięso tuńczyka błękitnopłetwego jest pośród wszystkich innych gatunków tuńczyków najbardziej cenione przez smakoszy.

## Morfologia
Ciało tuńczyka błękitnopłetwego ma kształt „cygara” i jest solidnie zbudowane. Głowa stożkowata, pysk duży. Może dożyć nawet 30 lat. Jednak z powodu zbyt intensywnych połowów tego gatunku, niewiele okazów osiąga wiek dojrzały. Typowa średnia długość tuńczyka to 2–2,5 metra, natomiast masa ciała około 350 kg. Największy udokumentowany okaz został złapany w okolicach Nowej Szkocji, ważył 679 kg, miał długość około 3,7 m. Barwa ciemnoniebieska powyżej i szara poniżej. Tuńczyka błękitnopłetwego łatwo można odróżnić od innych członków rodziny makrelowatych dzięki dłuższym płetwom piersiowym. Wątroba ryby ma pewną wyjątkową cechę – jest pokryta naczyniami krwionośnymi. U innych tuńczyków z krótkimi płetwami piersiowymi, takie naczynia krwionośne nie występują, lub są obecne, ale w niewielkiej liczbie i tylko wzdłuż krawędzi gruczołu.

## Rekordy
- 5 stycznia 2009 r. na aukcji rybnej w Tokio zapłacono 9,63 mln jenów (ponad 100 tys. dolarów amerykańskich) za oferowanego na niej 128-kilogramowego tuńczyka błękitnopłetwego, złowionego na japońskich wodach. Daje to w przeliczeniu 817 USD za kilogram tej ryby[12].
- W pierwszym dniu po przerwie noworocznej 2010 roku na giełdzie rybnej Tsukiji w Tokio za tuńczyka o masie 232 kg zapłacono równowartość 122 000 EUR[13].
- Tuńczyk błękitnopłetwy stał się też najdroższą zakupioną jadalną rybą w historii – w 2012 roku, podczas noworocznej aukcji na giełdzie rybnej w Tokio za 269 kg rybę zapłacono 736 000 USD[14] Cena znacznie przewyższająca rynkową została zaoferowana przez właściciela sieci restauracji sushi, który jak tłumaczył, swym postępowaniem chciał wspomóc zniszczone ubiegłorocznym kataklizmem regiony Japonii[15].
- 5 stycznia 2013 roku, w pierwszym dniu działalności rynku po przerwie świątecznej, na aukcji w Tokio tuńczyk błękitnopłetwy ważący 222 kilogramy został sprzedany za 1,38 mln euro. Rybę złowioną u północnych wybrzeży Japonii, w pobliżu miasta Oma, tuńczyka kupił właściciel sieci restauracji Sushi Zanmai – Kiyoshi Kimura, który również w roku 2012 wygrał aukcję – wówczas za tuńczyka również zapłacił ok. 6 tys. euro za kilogram ryby[16].
- 5 stycznia 2020 na aukcji na tokijskim rynku Toyosu tuńczyk błękitnopłetwy ważący 276 kilogramów został sprzedany za 193,2 mln jenów (1,8 mln $). Tuńczyka kupił właściciel sieci restauracji Sushi Zanmai – Kiyoshi Kimura[17].

## Ekologia
W ciągu ostatnich 50 lat, w wyniku masowych połowów, populacja tego gatunku zmniejszyła się o co najmniej 51%.

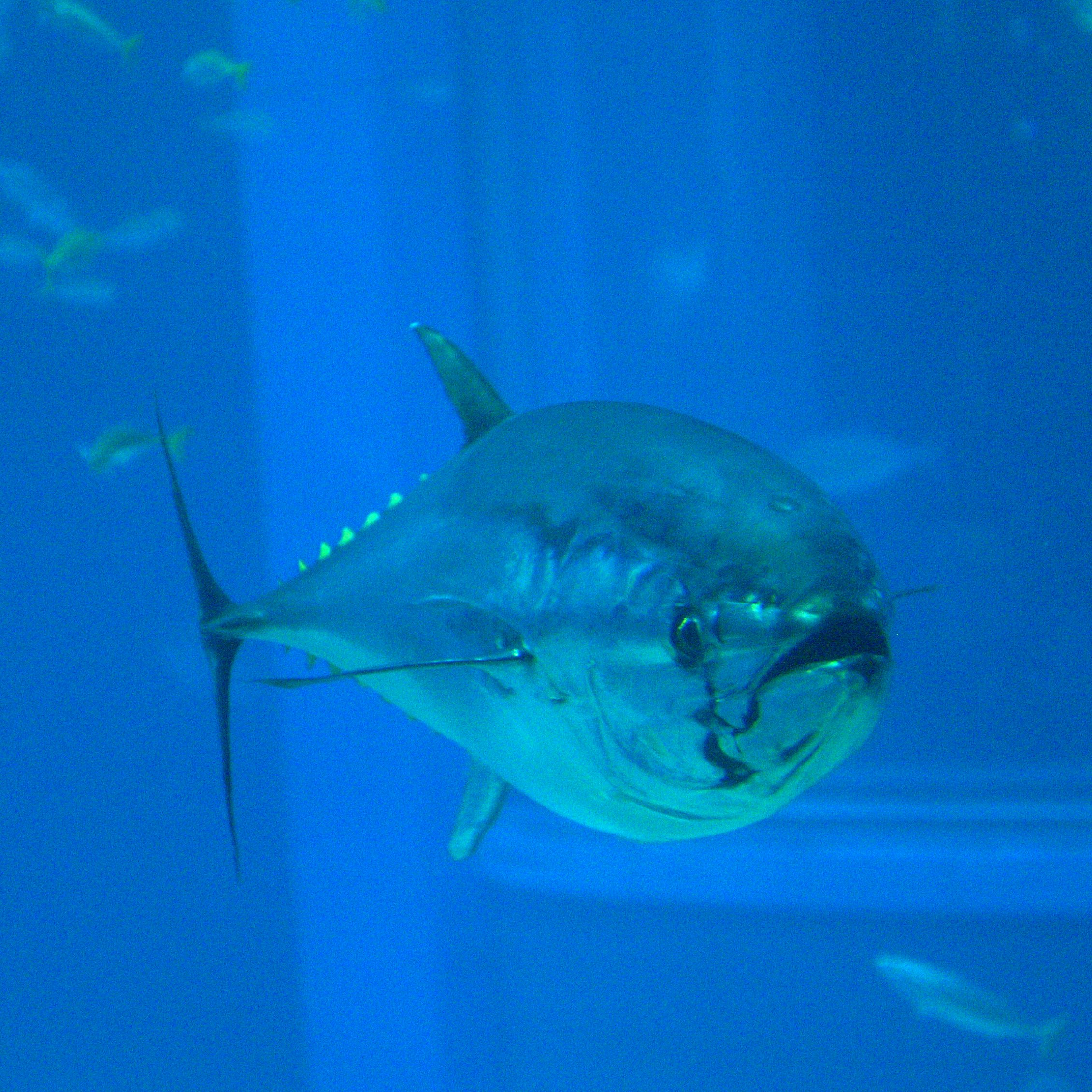
Tuńczyk błękitnopłetwy